# Mornac-sur-Seudre
 Mornac-sur-Seudre  es una población y comuna francesa, situada en la región de Nueva Aquitania, departamento de Charente Marítimo, en el distrito de Rochefort y cantón de La Tremblade.

## Geografía
Se sitúa en la orilla derecha del estuario del Seudre en lo que era el territorio histórico de Saintonge. Conserva un interesante patrimonio arquitectónico medieval en el que destaca el mercado cubierto, el castillo del siglo XII y la iglesia fortaleza de Saint-Pierre (cuyo coro, nave principal y transepto están categorizados como monumentos históricos). Todo ello le vale estar inscrita en la lista de Les plus beaux villages de France.

## Demografía
| 681 | 650 | 500 | 589 | 688 | 667 | 693 | 653 | 621 | 558 | 614 | 596 | 569 | 610 | 579 | 812 | 860 | 931 | 930 | 940 | 931 | 834 | 833 | 745 | 762 | 731 | 647 | 619 | 596 | 592 | 558 | 640 | 652 | 692 |
| Para los censos de 1962 a 1999 la población legal corresponde a la población sin duplicidades (Fuente: INSEE [Consultar]) |     |     |     |     |     |     |     |     |     |     |     |     |     |     |     |     |     |     |     |     |     |     |     |     |     |     |     |     |     |     |     |     |     |